# Кауачеу (Бихор)
Кауачеу (рум. Cauaceu) насеље је у Румунији у округу Бихор у општини Бихарија. Oпштина се налази на надморској висини од 124 m.

## Становништво
Према подацима из 2002. године у насељу је живело 676 становника.

### Попис2002.
| Расподела становништва по националности 2002.‍ | Расподела становништва по националности 2002.‍ | Расподела становништва по националности 2002.‍ | Расподела становништва по националности 2002.‍ | Расподела становништва по националности 2002.‍ |
| --------------------------------------------- | --------------------------------------------- | --------------------------------------------- | --------------------------------------------- | --------------------------------------------- |
|                                               |                                               |                                               |                                               |                                               |
| Румуни                                        | Румуни                                        |                                               | 26                                            | 3,8%                                          |
| Мађари                                        | Мађари                                        |                                               | 650                                           | 96,2%                                         |